# خوسيه رامون ساوتو
خوسيه رامون ساوتو هورتادو (7 سبتمبر 1912 - 16 أبريل 1994) كان لاعب كرة قدم مكسيكي لعب في مركز لاعب الوسط في نادي ريال مدريد يُعد خوسيه رامون ساوتو هورتادو واحدًا من الأسماء التي ربما لا تحظى بشهرة واسعة في تاريخ نادي ريال مدريد، لكنه يحمل شرفًا فريدًا بكونه أول لاعب مكسيكي المولد يرتدي قميص الفريق الملكي. كان لاعب متميزًا لعب في صفوف ريال مدريد خلال ثلاثينيات وأربعينيات القرن العشرين، وهي فترة صعبة امتدت عبر الحرب الأهلية الإسبانية.

## حياته المهنية
شارك لأول مرة مع ريال مدريد في 17 ديسمبر 1933، في هزيمة ريال مدريد 0–1 أمام ريال بيتيس. ولعب مع ريال مدريد لمدة ستة مواسم، في 137 مباراة. كان قائدًا لفريق الميرينجي مرتين.

## مسيرته الكروية
انضم ساوتو إلى ريال مدريد عندما كان النادي في مرحلة بناء هويته القوية التي ستجعله لاحقًا أحد أعظم الفرق في تاريخ كرة القدم. على الرغم من كونه مكسيكي المولد، إلا أنه لعب طوال مسيرته بصفته إسبانيًا، حيث استقر في إسبانيا منذ صغره واندمج تمامًا في المجتمع الكروي هناك.
تميز ساوتو بأسلوب لعبه القتالي وقدرته على التحكم في وسط الميدان، ما جعله عنصرًا مهمًا في تشكيلة الفريق. ومع ذلك، فإن مسيرته الكروية تزامنت مع واحدة من أكثر الفترات اضطرابًا في تاريخ إسبانيا، حيث أثرت الحرب الأهلية الإسبانية (1936-1939) بشكل كبير على كرة القدم الإسبانية، ما أدى إلى توقف العديد من المسابقات وتأثر اللاعبين بشكل مباشر. على الرغم من عدم وجود سجلات تفصيلية عن إحصائياته أو إنجازاته مع النادي، إلا أن وجوده في ريال مدريد خلال فترة صعبة يبرز التزامه وتفانيه في خدمة الفريق. كما أن كونه أول مكسيكي يحمل ألوان الميرينغي يضعه في مكانة خاصة، ويمثل خطوة مبكرة في العولمة التدريجية لكرة القدم الإسبانية.

## وفاته
بعد مسيرة حافلة بالتحديات، توفي خوسيه رامون ساوتو في 16 أبريل 1994، لكنه ظل جزءًا من التاريخ غير المكتوب لريال مدريد، حيث سبق العديد من اللاعبين المكسيكيين الذين تألقوا في النادي لاحقًا، مثل هوغو سانشيز.

## إحصائيات في ريال مدريد
| موسم                      | الدوري    | الدوري             | الدوري  | كأس محلي  | كأس محلي | انتر. كوب | انتر. كوب |
| ------------------------- | --------- | ------------------ | ------- | --------- | -------- | --------- | --------- |
| موسم                      | المباريات |                    | الأهداف | المباريات | الأهداف  | المباريات | الأهداف   |
|                           |           |                    |         |           |          |           |           |
| 1933/34، 1935/36، 1939/44 | 97        | ريال مدريد إسبانيا | 0       | 27        | 0        | 18        | -         |